# Тамилы в Малайзии
Тамилы в Малайзии (англ. Tamil Malaysians, там. மலேசியத் தமிழர் - Малесият тамижар) — представители тамильской диаспоры Малайзии, составляют около 80 процентов всей индийской диаспоры страны. История тамильской диаспоры на Малаккском полуострове уходит в доисторическую пору. На сегодняшний день самой долгой историей проживания на полуострове обладают так называемые индийские перанакан читти (சிட்டி). Самый старый действующий индуистский храм в Малайзии Шри Поятха Мурти построен представителями читти в 1781 году.

## Язык
В отличие от соседнего Сингапура, тамильский язык не имеет в Малайзии официального статуса. Тем не менее язык имеет довольно стабильное положение в тамильской среде, особенно в сельской местности. В крупных городах многие образованные тамилы полностью перешли на английский, в меньшей степени наблюдается переход на малайский.